# 무안 월산사
월산사는 대한민국 전라남도 무안군 몽탄면에 있다. 2009년 4월 16일 무안군의 향토문화유산 제1호로 지정되었다.

## 개요
월산사는 영조 2년(1752) 이천 서씨 후손들에 의해 예전에 거주했던 반월산의 서쪽 기슭에 창건한 사우이다. 고려 고종(1214~1259)조에 시중을 지낸 절효 서릉을 주향으로 하고, 9대손인 사암 서식, 사암의 후손인 정암 서숭로를 배향하였다.
그러나 오랜 풍우로 훼손되자 순조 29년(1829)에 현재의 반월산 남쪽 기슭으로 옮겨 중건하였다. 이후 고종 5년(1868) 서원철폐형으로 훼철되었다가, 해방 이후인 1946년 복설하였다.

## 참고
1. ↑  “무안관광”.